# بيت جابر علي (الحيمة الخارجية)

تعديل مصدري - تعديل

بيت جابر علي هي إحدى قرى عزلة يادع بمديرية الحيمة الخارجية التابعة لمحافظة صنعاء، بلغ تعداد سكانها 478 نسمة حسب تعداد اليمن لعام 2004.